# Skarvfästing
Skravfästing  eller Ixodes unicavatus är en fästingart som beskrevs av Neumann 1908. Ixodes unicavatus ingår i släktet Ixodes och familjen hårda fästingar. Inga underarter finns listade i Catalogue of Life. Arten har påträffats i Sverige.